# Conway Yard

Der Conway Yard ist ein Rangierbahnhof der Norfolk Southern Railway im Beaver County, Pennsylvania. Er liegt etwa 35 Kilometer nordwestlich von Pittsburgh und erstreckt sich über fünf Kilometer am Nordufer des Ohio zwischen den Boroughs Freedom im Norden und Conway im Süden. Er geht auf einen Rangierbahnhof der Ohio and Pennsylvania Railroad aus den 1880er Jahren zurück, der Ende des 19. Jahrhunderts Teil des Netzes der Pennsylvania Railroad (PRR) wurde. Die PRR baute ihn in den 1950er Jahren zum weltgrößten Rangierbahnhof mit insgesamt 107 Richtungsgleisen aus, eine Stellung, die er bis 1980 innehatte. Im Jahr 1976 kam der Rangierbahnhof zusammen mit dem damaligen Betreiber Penn Central und anderen insolventen Eisenbahngesellschaften in den Besitz der staatlichen Auffanggesellschaft Conrail. Nach der Aufspaltung von Conrail 1999 wurde er schließlich mit einem Großteil der ehemaligen Strecken der PRR von der Norfolk Southern Railway übernommen.

## Geschichte

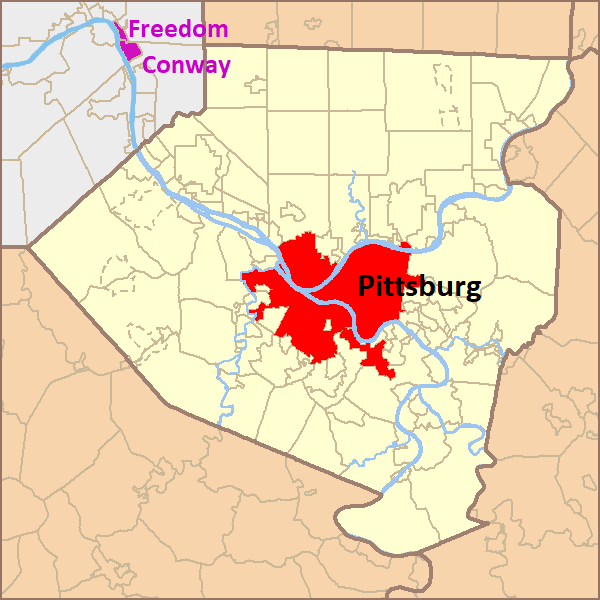
Die Boroughs des Beaver County Freedom und Conway nordwestlich von Pittsburgh am Ohio River

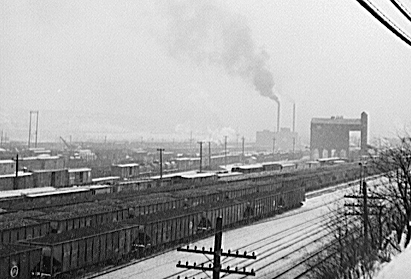
Der Conway Yard 1941

Die Eisenbahn kam Anfang der 1850er Jahre mit der Ohio and Pennsylvania Railroad ins nordwestlich von Pittsburgh gelegene Beaver County. Die Strecke zwischen Pittsburgh in Pennsylvania und Crestline in Ohio wurde im Süden des County entlang des Ohio gebaut und verlief hier am Land der Familie Conway vorbei. Die Strecke wurde später Teil der Pittsburgh, Fort Wayne and Chicago Railway, die zum Netz der Pennsylvania Railroad (PRR) gehörte. Mit der Zunahme des Güterverkehrs in Richtung Westen suchte die PRR nach einem Ort für einen neuen Rangierbahnhof oberhalb von Pittsburgh und fand am Nordufer des Ohio im Land der Conways eine ausreichend breite flache Stelle im Flusstal und erwarb 1883/1884 die ersten 25 Hektar von der Familie. Bis Anfang des 20. Jahrhunderts folgten weitere Ankäufe und ein stetiger Ausbau des nach der Familie benannten Conway Yard. Anfang der 1910er Jahre umfasste der Rangierbahnhof mit seinen umfangreichen Bahnbetriebswerken bereits über 200 Gleiskilometer, mit einem Fassungsvermögen von fast 9.000 Güterwagen. Über 1.400 Mitarbeiter warteten hier eine Vielzahl von Dampflokomotiven und Güterwagen, von denen täglich etwa 2.300 rangiert wurden.
Nachdem in den 1940er Jahren weitere Erweiterungen der Betriebsstätten vorgenommen wurden, investierte die PRR in den 1950er Jahren 35 Mio. US-Dollar in die Umgestaltung und Modernisierung des Conway Yard, der strategisch im Zentrum des Netzes der PRR lag, das sich von der Ostküste bis nach Chicago und St. Louis im Westen erstreckte und auf dem täglich 1.600 Güterzüge verkehrten. Zwischen 1953 und 1958 entstand hier der weltgrößte Rangierbahnhof, bestehend aus zwei separaten, automatisierten Flachbahnhöfen mit Ablaufberg für den Verkehr in Ost- und Westrichtung. Beide Rangierbahnhöfe hatten eine Einfahr- und Ausfahrgruppe aus je 9–10 Gleisen und eine Richtungsharfe aus 54 (Ost) bzw. 53 (West) Gleisen. Das Fassungsvermögen betrug etwa 12.000 Güterwagen und der tägliche Durchsatz konnte auf 9.000 erhöht werden.
Die Pennsylvania Railroad fusionierte 1968 mit der New York Central Railroad zur Penn Central, die aber schon 1970 insolvent war und 1976 mit mehreren anderen Eisenbahngesellschaften im Osten der USA in der Auffanggesellschaft Conrail aufging. Mit dem Ausbau des Bailey Yard der Union Pacific Railroad und des Rangierbahnhofs Maschen der Deutschen Bundesbahn bis 1980 verlor der Conway Yard den Rang als weltgrößter Rangierbahnhof, war aber nach wie vor der größte im Netz von Conrail. Nach einem Übernahmekampf erwarben 1999 die CSX Transportation und die Norfolk Southern Railway 42 % bzw. 58 % von Conrail, wobei sich ein Großteil der Strecken der PRR und der Conway Yard seitdem im Netz der Norfolk Southern befinden.

## Heutige Anlage

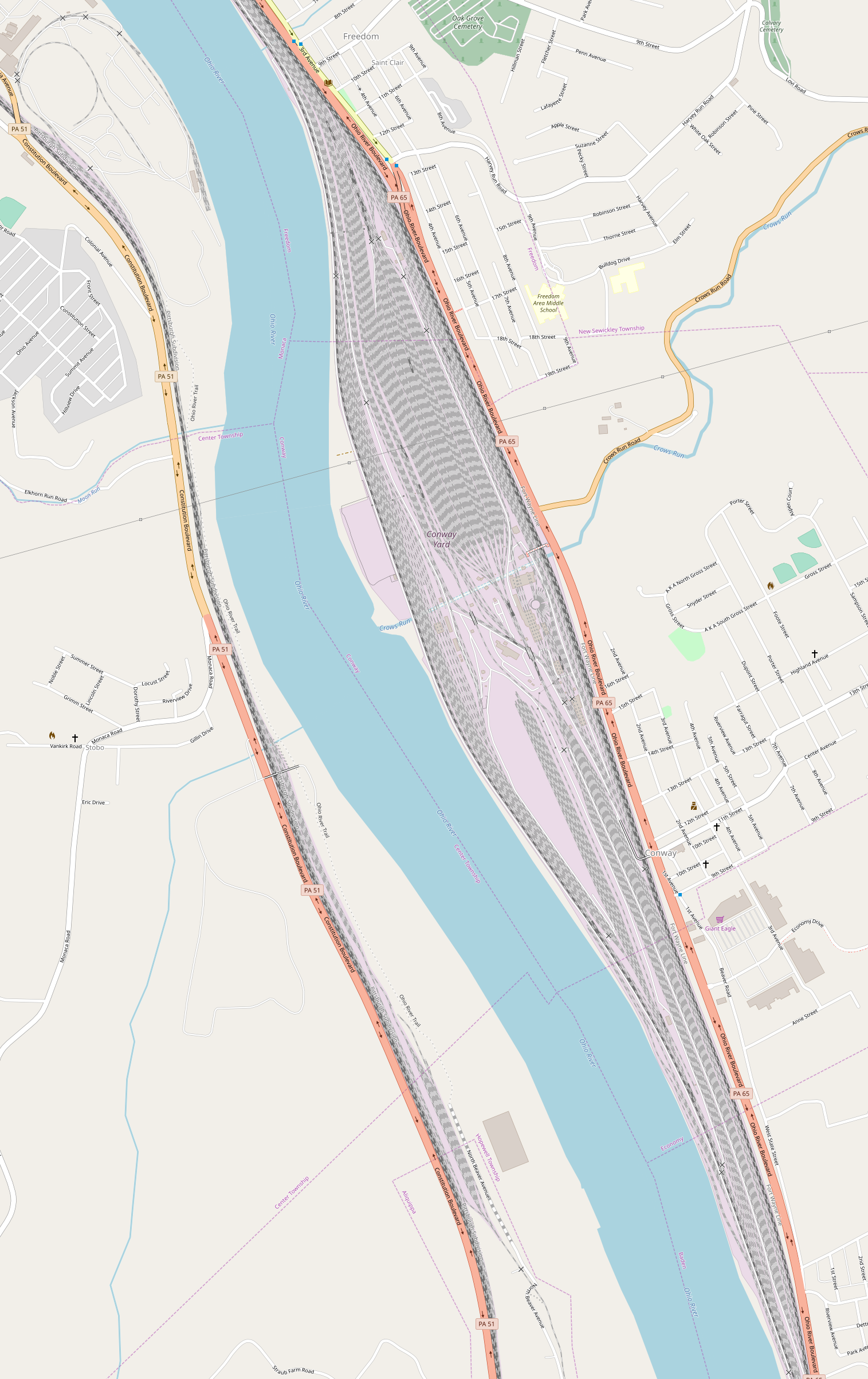
Lage und Ausdehnung des Conway Yard entlang des Ohio zw. Freedom im Norden und Conway im Süden

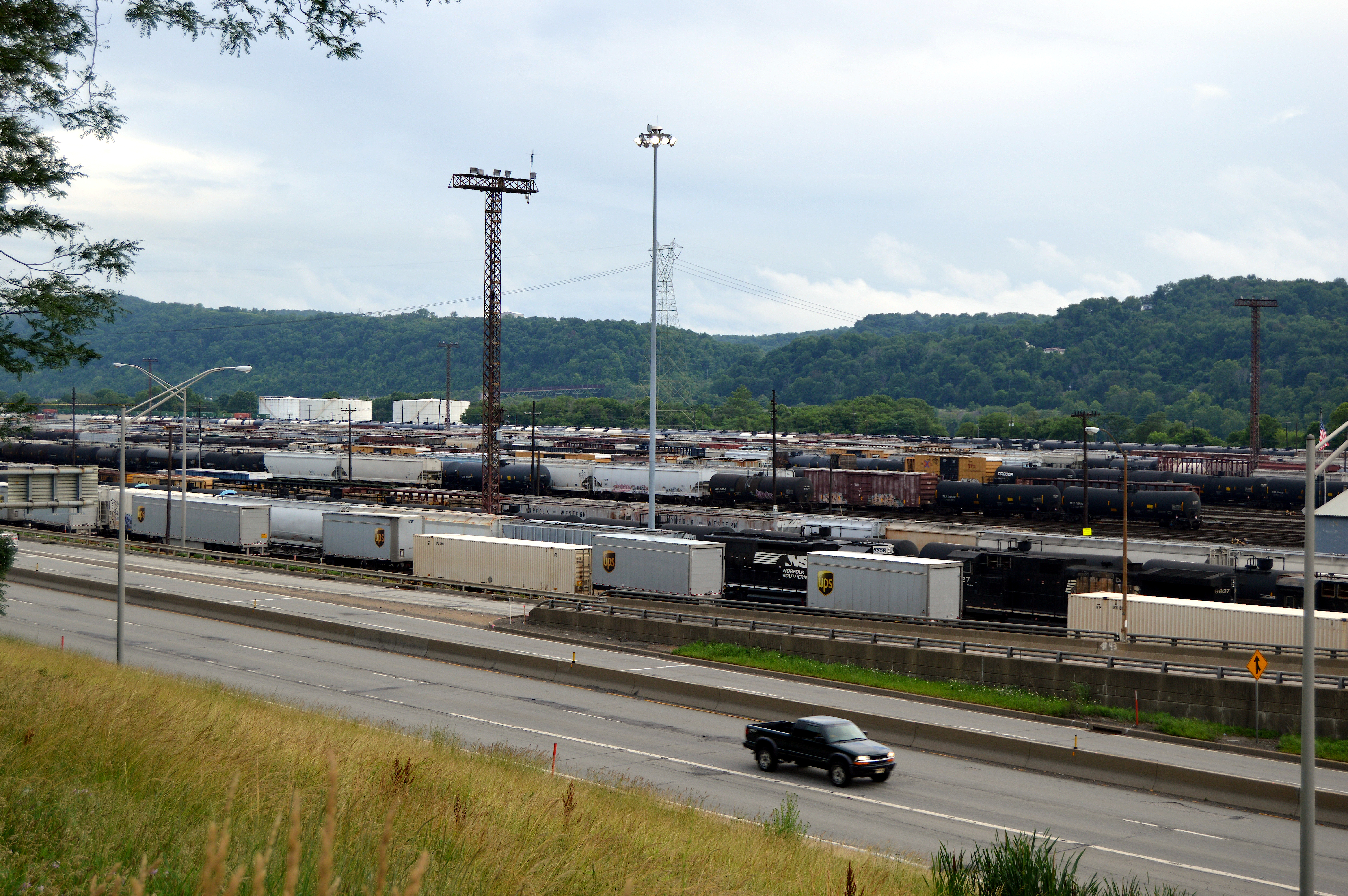
Der Conway Yard 2015

Anfang der 2000er Jahre nahm der Rangierbahnhof eine Fläche von 230 Hektar ein und hatte in seiner seit den 1950er Jahren nahezu unveränderten Konfiguration etwa 290 Gleiskilometer. Der Flachbahnhof für den Verkehr in Ostrichtung (auf der Südseite) wurde später stillgelegt und ein Großteil der Gleise der Richtungsharfe einschließlich der Gleisbremsen zurückgebaut. Das gesamte Verkehrsaufkommen wird heute über den zweiten Flachbahnhof in Richtung Westen abgewickelt, der von Süden nach Norden verläuft. Er besteht heute aus einer Einfahrgruppe mit elf Gleisen, einer Richtungsharfe mit 53 Gleisen und einer Ausfahrgruppe mit zehn Gleisen. Täglich werden hier 3.000–3.300 Güterwagen rangiert, was aber nur etwa der Hälfte der maximalen Rangierkapazität von 6.000 Wagen entspricht.
Ab 2010 investierte die Norfolk Southern 40 Mio. US-Dollar in den Bau einer modernen Wartungshalle für dieselelektrische Lokomotiven mit drei durchgehenden Gleisen, die den 1909 von der PRR errichteten Ringlokschuppen ersetzte. Sie befindet sich auf der Ostseite neben dem Ablaufberg des verbliebenen Rangierbahnhofs; die ehemalige Drehscheibe ist neben dem 2014 fertiggestellten Gebäude noch erhalten. Etwa 15 bis 20 % aller Reparaturarbeiten sowie 10 % der regelmäßigen Wartungen der über 4.000 Lokomotiven der Norfolk Southern werden heute hier ausgeführt.